# Kälåtjärnen, Ångermanland
Kälåtjärnen är en sjö i Kramfors kommun i Ångermanland och ingår i Ångermanälven-Gådeåns kustområde.